# Burmistrzowie Skoczowa
Burmistrzowie Skoczowa. Pierwsza wzmianka o burmistrzu Skoczowa pochodzi z 1470 r. Pierwszym znanym burmistrzem był Mikołaj Ziak, pełniący swój urząd w 1649 r. W latach 1950–1990 Polskiej Rzeczypospolitej Ludowej zlikwidowano urząd burmistrza. Jednak przewodniczący Prezydium Miejskiej Rady Narodowej i naczelnicy Miasta i Gminy Skoczów występują na listach skoczowskich burmistrzów. Stanowisko burmistrza zostało przywrócone po upadku komunizmu w 1990 r., wraz z wyborem Adama Wrony na pierwszego burmistrza Skoczowa.

## Lista burmistrzów Skoczowa

### Burmistrzowie do 1918
| #  | Imię i nazwisko     | Daty sprawowania urzędu | Informacje dodatkowe                      |
| -- | ------------------- | ----------------------- | ----------------------------------------- |
| 0  | Sebastian Kostny    | 1625                    | Wymieniony w Skoczowskich osobliwościach  |
| 1  | Mikołaj Ziak        | 1649                    | Wymieniony w Skoczowskich osobliwościach. |
| 2  | Wincenty Chudowski  | 1663                    |                                           |
| 3  | Jan Ignacy Matloch  | 1766                    |                                           |
| 4  | Jan Ignacy Mazur    | 1791–1810               |                                           |
| 5  | Karol Mazur         | 1810–1817               |                                           |
| 6  | Antoni Wrzolik      | 1817–1826               |                                           |
| 7  | Karol Zypser        | 1826                    |                                           |
| 8  | Jan Bayer           | 1833–1856               |                                           |
| 9  | Edward Foglar       | 1861–1867               |                                           |
| 10 | Antoni Schery       | 1868–1871               |                                           |
| 11 | Ferdynand Schefczyk | 1871–1874               |                                           |
| 12 | Anton Michl         | 1874–1894               |                                           |
| 13 | Karl Sohlich        | 1894–1910               |                                           |
| 14 | Antoni Inochowski   | 1910–1918               |                                           |

### Komisarz miasta
| #  | Imię i nazwisko | Daty sprawowania urzędu | Informacje dodatkowe                      |
| -- | --------------- | ----------------------- | ----------------------------------------- |
| 15 | Marian Schenker | 1918–1922               | Po raz pierwszy (później jako burmistrz). |

### Burmistrzowie w latach 1922–1950

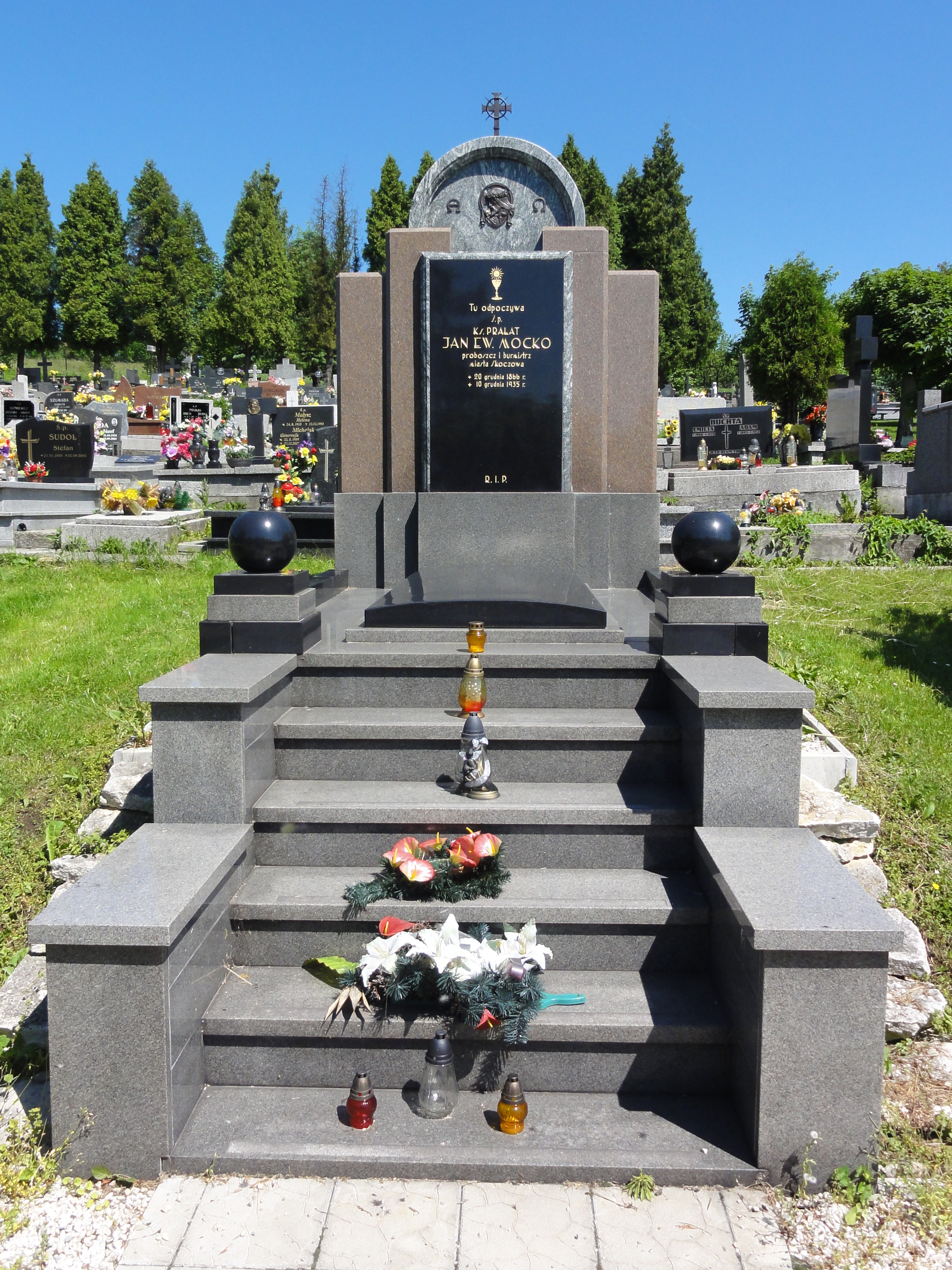
Grób brumistrza ks. Jana Ewangelisty Mocko

| #  | Imię i nazwisko           | Daty sprawowania urzędu | Informacje dodatkowe                                                    |
| -- | ------------------------- | ----------------------- | ----------------------------------------------------------------------- |
| 16 | Marian Schenker           | 1922–1923               | Po raz drugi (poprzednio jako komisarz).                                |
| 17 | ks. Jan Ewangelista Mocko | 1923–1935               |                                                                         |
| 18 | Franciszek Olszak         | 1935–1939               |                                                                         |
| 19 | Ernest Sohlich            | 1939                    |                                                                         |
| 20 | Adolf Just                | 1940–1943               |                                                                         |
| 21 | Karl Schwarzenburg        | 1943–1945               |                                                                         |
| 22 | Cyryl Popiołek            | 1945                    |                                                                         |
| 23 | Rudolf Żertka             | 1945                    |                                                                         |
| 24 | Franciszek Brudny         | 1945–1946               |                                                                         |
| 25 | Józef Grzegorz            | 1946–1948               |                                                                         |
| 26 | Norbert Drzyzga           | 1948–1949               |                                                                         |
| 27 | Stefan Pabiś              | 1949–1950               | Po raz pierwszy (później jako Przewodniczący Miejskiej Rady Narodowej). |

### Przewodniczący Miejskiej Rady Narodowej
| #  | Imię i nazwisko     | Daty sprawowania urzędu | Informacje dodatkowe                     |
| -- | ------------------- | ----------------------- | ---------------------------------------- |
| 28 | Stefan Pabiś        | 1950–1965               | Po raz drugi (poprzednio jako burmistrz) |
| 29 | Franciszek Mrowczyk | 1965–1972               |                                          |

### Naczelnicy Miasta
| #  | Imię i nazwisko       | Daty sprawowania urzędu | Informacje dodatkowe                  |
| -- | --------------------- | ----------------------- | ------------------------------------- |
| 30 | Roman Greń            | 1973–1976               |                                       |
| 31 | Stanisław Łuczkiewicz | 1976–1977               |                                       |
| 32 | Edward Sikora         | 1977–1980               |                                       |
| 33 | Krzysztof Łazowski    | 1980                    | Zastępca pełniący funkcje naczelnika. |
| 34 | Wojciech Rucki        | 1980–1983               |                                       |
| 35 | Romuald Cieślar       | 1983–1989               |                                       |
| 36 | Stanisław Szczyrba    | 1989–1990               |                                       |

### Burmistrzowie od 1990 roku
| #  | Imię i nazwisko    | Daty sprawowania urzędu | Informacje dodatkowe |
| -- | ------------------ | ----------------------- | -------------------- |
| 37 | Adam Wrona         | 1990–1991               |                      |
| 38 | Roman Sanetra      | 1991–1993               |                      |
| 39 | Witold Dzierżawski | 1993–1999               |                      |
| 40 | Jerzy Malik        | 1999–2006               |                      |
| 41 | Janina Żagan       | 2006–2014               |                      |
| 42 | Mirosław Sitko     | 2014-                   |                      |